# Parafia Najświętszej Maryi Panny Wspomożycielki Wiernych w Stanisławowie Pierwszym
Parafia pw. Najświętszej Maryi Panny Wspomożycielki Wiernych w Stanisławowie Pierwszym – parafia rzymskokatolicka należąca do dekanatu tarchomińskiego, diecezji warszawsko-praskiej, metropolii warszawskiej Kościoła katolickiego.
parafia rzymskokatolicka należąca do dekanatu tarchomińskiego, diecezji warszawsko-praskiej, metropolii warszawskiej Kościoła katolickiego

## Historia
Kościół zaprojektowany przez arch. Aleksego Dworczaka oraz konstruktora mgr inż. Jerzego Freja. Parafię erygował bp Kazimierz Romaniuk w dniu 23 maja 1997 r. z części parafii Nieporęt. Pierwszą mszą św. w nowych murach kościoła była pasterka, którą odprawił kanclerz kurii ks. prałat Romuald Kamiński. Kościół został poświęcony 26 grudnia 2001 roku przez biskupa ordynariusza.

### Kościół parafialny

#### Wyposażenie świątyni
Trójnawowa, z dwuspadowym dachem i wieżą, w której umieszczone są trzy dzwony: Jan Paweł (500 kg), Maryja (290 kg) i Ojciec Pio (150 kg) wszystkie o napędzie elektrycznym. 
- Stacje Drogi Krzyżowej (w ceramice) i tabernakulum (z mosiądzu z symbolem Baranka) autorstwa Janiny Karczewskiej-Koniecznej z Gdańska.
- Obrazy - NMP Wspomożycielki Wiernych w ołtarzu bocznym, oraz MB Nieustającej Pomocy w kaplicy bocznej są dziełem Stanisława Bąkowskiego z Warszawy.
- 4 żyrandole – patynowane odlewy w mosiądzu w stylu "Orły Dwudziestolecia" i 12 kinkietów wykonał art. plastyk z Legionowa Tomasz Siemierzewicz.
- Na oknach dużych bocznych zamontowane są witraże:
  - św. Stanisława biskupa i męczennika, św. Franciszka i św. Kazimierza Królewicza, św. Ojca Pio, św. Matki Teresy z Kalkuty,
  - po drugiej stronie – witraże przedstawiające: Jana Pawła II z okazji 25. rocznicy wielkiego pontyfikatu, Sługę Bożego Stefana kard. Wyszyńskiego, bł. ks. Jerzego Popiełuszkę, bł. Mariannę Biernacką i św. Siostrę Faustynę;
  - w okrągłym oknie bocznej kaplicy – witraż upamiętniający orędzie Ojca Świętego Jana Pawła II z 2002 r.- "Bóg bogaty w miłosierdzie".
- W kościele znajduje się tablica pamiątkowa – w hołdzie poległym mieszkańcom Gminy Nieporęt w wojnie 1920 r. i na wszystkich frontach II wojny światowej.
- Drzwi zewnętrzne kościoła zaprojektował i wykonał Tomasz Siemierzewicz.
- Na frontonie świątyni widnieje mozaika (marmurowo-granitowa) Matka Boska Zwycięska – patronka diecezji warszawsko-praskiej dla upamiętnienia Cudu nad Wisłą 1920 r. Autorami mozaiki są art. plastycy z Tarnowa Bogdana Ligięza-Drwal oraz Światosław Karwat.
- W kościele są organy, nowe ławki i konfesjonały.
- W 2008 roku wykonano ołtarz przy obrazie Pana Jezusa Miłosiernego.
- W prezbiterium znajduje się krzyż dębowy z rzeźbioną figurą Chrystusa na mozaikowym tle z uwzględnieniem mozaikowych postaci Maryi i Apostoła Jana. Ukazana jest również symbolika Trójcy Świętej i Aniołów Pańskich.
- Kolejnym etapem będzie budowa ołtarza głównego i ambony.
- Dopełnieniem wystroju prezbiterium będą dębowe stalle.
- Od 20 marca 2010 r. w kościele znajduje się kamienna chrzcielnica oraz nowy wystrój ołtarza Miłosierdzia Bożego – mozaikowa dekoracja obrazami z Ewangelii wokół wizerunku Jezusa Miłosiernego[1].

## Proboszczowie
- Ks. kan. Kazimierz Gniedziejko 1996–2007
- Ks. Piotr Jędrzejewski 2007–2014
- Ks. Tomasz Osiadacz od 2014